# 石厢子彝族乡
石坝彝族乡，是中华人民共和国四川省泸州市叙永县下辖的一个乡镇级行政单位。

## 行政区划
石坝彝族乡下辖以下地区：
石厢子社区、安乐村、坡脚村、水潦铺村和堰塘村。